# František de Paula Deym ze Stříteže
František de Paula Ferdinand hrabě Deym ze Stříteže (německy Franz de Paula Ferdinand Maria Konstantin Graf Deym von Střítež) (28. února 1871 Praha – 23. listopadu 1925 Bad Einöd, Štýrsko) byl český šlechtic, politik a velkostatkář. Vystudoval práva a po krátké službě v armádě a ve státních úřadech se uplatnil v politice, byl poslancem českého zemského sněmu (1908–1910) a moravského zemského sněmu (1910–1914). Po rozpadu monarchie žil v soukromí. Po otci byl majitelem velkostatků ve východních Čechách (Hostinné), sňatkem získal také podíl na velkostatku Hajany na jižní Moravě.

## Kariéra

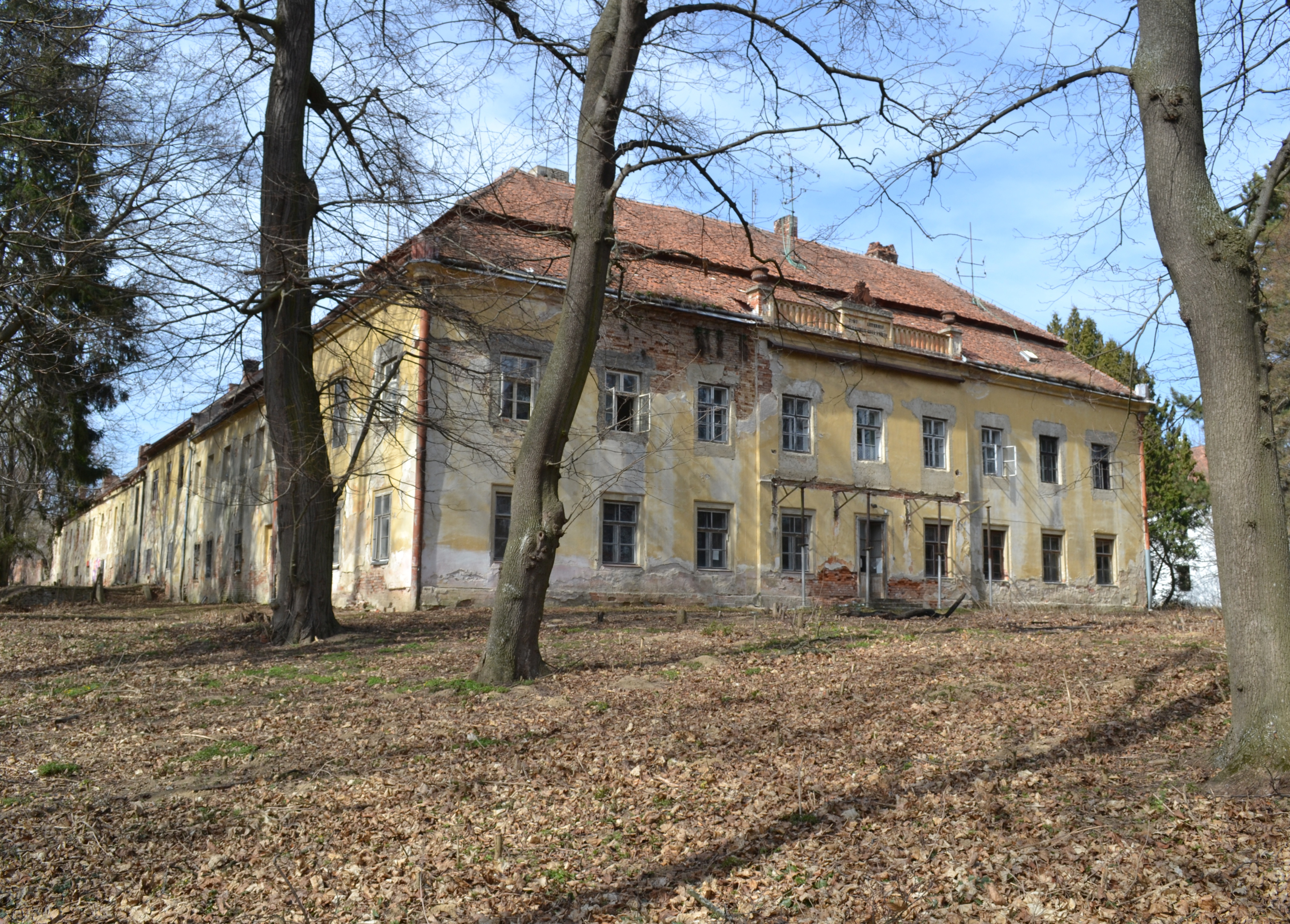
Zámek Hajany, sídlo rodu ve 20. století

Pocházel ze staré české rodiny Deymů ze Stříteže, byl nejstarším synem hraběte Františka Deyma (1838–1903), dlouholetého rakousko-uherského velvyslance ve Velké Británii, matka Anna Marie (1852–1919) patřila k německé rodině hrabat ze Schlabrendorfu. Vystudoval práva na Karlově univerzitě a na univerzitě v Halle. Získal titul doktora práv a absolvoval jednoroční službu v c. k. armádě, jako poručík byl převelen do stavu záloh, později dosáhl hodnosti rytmistra v záloze u c. k. zeměbrany. V roce 1895 byl jmenován c. k. komořím a krátce působil ve státních službách, ve funkci okresního komisaře byl přidělen k českému místodržitelství v Praze.
V letech 1908–1910 byl poslancem českého zemského sněmu, kam byl zvolen za velkostatkářskou kurii a zastupoval Stranu konzervativního velkostatku. Později přesídlil na jižní Moravu na vyženěný zámek Hajany a v roce 1910 byl zvolen v doplňovacích volbách do moravského zemského sněmu. Kvůli tomu rezignoval k datu 30. září 1910 na mandát v českém sněmu a aktivně se zapojil do veřejného života na Moravě. Byl viceprezidentem Moravské zemědělské rady a místopředsedou sboru velkostatkářské kurie, na půdě sněmovny často vystupoval k tématům z finanční oblasti. Do moravského zemského sněmu byl zvolen i v řádných volbách v roce 1913, sněm se však po vypuknutí první světové války již nesešel. Po zániku monarchie se František vrátil (bez manželky) do východních Čech, kde po rodičích zdědil velkostatek Hostinné. 

## Majetkové a rodinné poměry

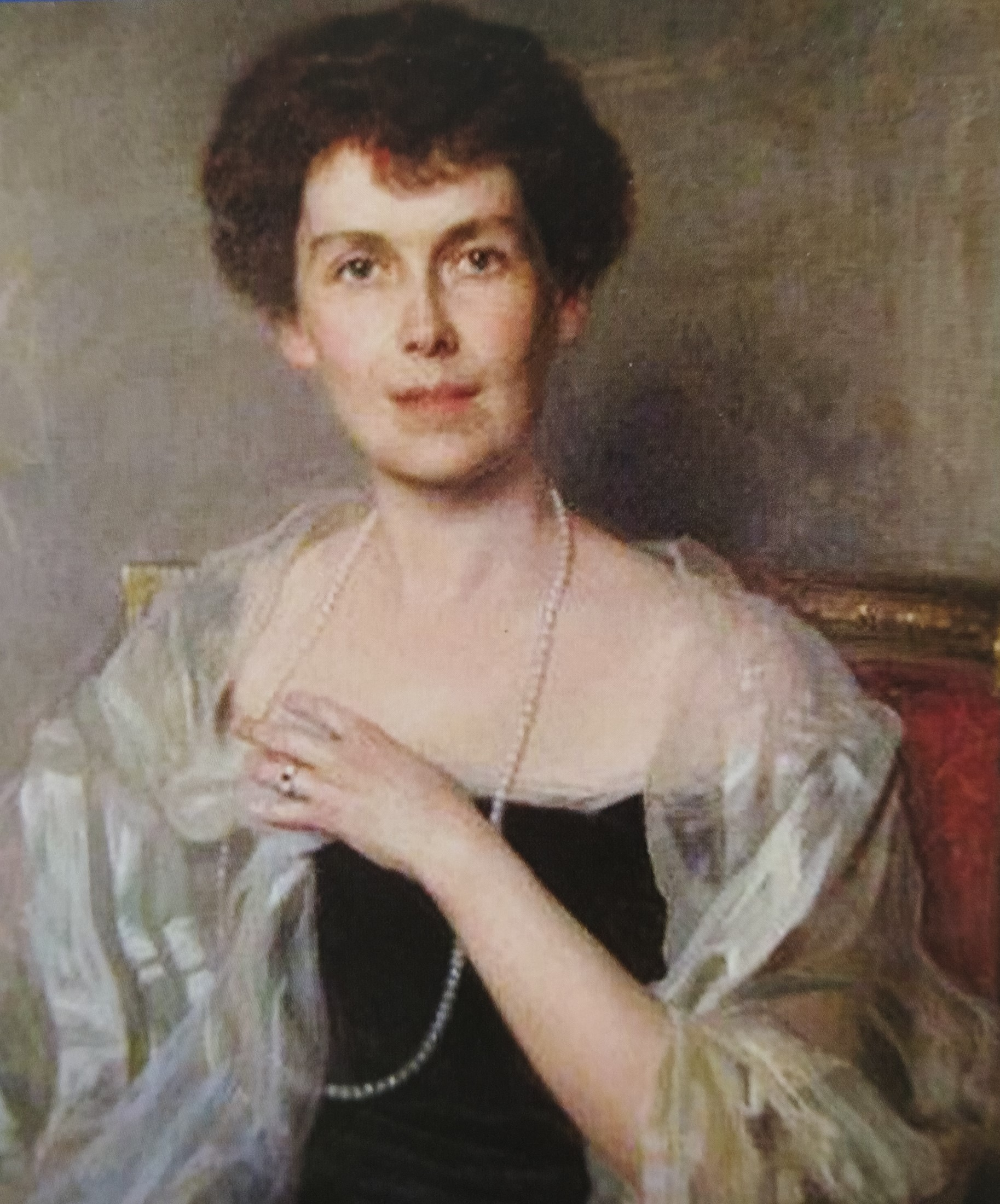
Manželka Marie Ludmila Deymová, rozená de la Fontaine Harnoncourt-Unverzagt (1881–1949)

Po rodičích byl dědicem velkostatků v Čechách a ve Slezsku, majetek převzal fakticky až v roce 1919 po smrti matky. Trvale se usadil na zámku Nové Zámky u Hostinného, zatímco manželka Marie Ludmila nadále žila v Hajanech. Manželské odloučení bylo důsledkem Františkova rozmařilého stylu života a také četných milostných poměrů, známo je minimálně jedno nemanželské dítě. K velkostatku Hostinné patřilo přes 1 200 hektarů půdy a několik průmyslových provozů, které však byly prodělečné. Velkostatek Hostinné patřil rodině Deymů od roku 1799,, bývalý sídelní zámek v Hostinném byl již v polovině 19. století přestavěn pro průmyslové účely. Hlavním sídlem byl zámek Nové Zámky, který prošel v letech 1880–1890 nákladnou přestavbou ve stylu novorenesance, František zde po převzetí dědictví provedl další stavební úpravy,, zámecký park obohatil výsadbou nových dřevin. Vlastnil také nemovitosti v Praze a ve Vídni, později koupil vilu v Janských Lázních pro svou sekretářku/milenku Elsu. Manželka nakonec s pomocí Františkových sourozenců prosadila uvalení nucené správy na jeho majetek a nadále dostával jen apanáž. 
Zemřel náhle ve věku 54 let v lázních Bad Einöd ve Štýrsku, kam odjel z Hostinného s milenkou Elsou. Přes určité majetkové ztráty v důsledku pozemkové reformy byla hodnota jeho majetku v roce 1925 vyčíslena na 60 miliónů korun. 
V roce 1902 se ve Vídni oženil s hraběnkou Marií Ludmilou de la Fontaine d'Harnoncourt-Unverzagt (1881–1949), dcerou Huberta Karla de la Fontaine (1850–1920). Marie Ludmila byla později c. k. palácovou dámou a dámou Řádu hvězdového kříže. Po předčasně zemřelé matce Josefíně, rozené Mitrovské z Nemyšle (1852–1885) byla dědičkou velkostatku se zámkem Hajany u Brna. K velkostatku patřil zámek a 560 hektarů půdy. Marie Ludmila zde trvale žila i po roce 1919, kdy se manžel odstěhoval do Hostinného. V roce 1925 převzala po jeho úmrtí správu Hostinného, ale kvůli dluhům musela postupně rozprodávat části velkostatku. Mimo jiné měla na základě manželovy závěti vyplatit tři milióny korun jeho sekretářce Else, s čímž nesouhlasila a obrátila se na soud. Po třech letech soudní při prohrála a kvůli finančnímu vyrovnání s manželovou milenkou musela nakonec prodat i poslední majetek ve východních Čechách - zámek Nové Zámky prodala v roce 1928 za 6 miliónů korun jaroměřským továrníkům Františkovi a Stanislavovi Polickým. Na zámku v Hajanech žila do roku 1945 a o čtyři roky později zemřela v Brně. K velkostatku Hajany zestátněném v roce 1945 patřila také rodinná hrobka, o kterou potomci po roce 1989 vedli dlouholetý restituční spor. Z manželství Františka Deyma a Marie Ludmily se narodilo sedm potomků, všichni po roce 1945 opustili Československo. Z nich vynikl Leopold (1917–1977), který se za druhé světové války zapojil do protifašistického odboje. 
František de Paula měl čtyři mladší sourozence. Bratr Konstantin (1873–1955) působil v době monarchie v diplomacii, zastával nižší posty v Londýně, Istanbulu a Římě, nakonec byl vyslaneckým radou v Drážďanech. Po roce 1918 žil v soukromí. Nejmladší z bratrů Jan Nepomuk (1881–1967) byl c. k. komořím, důstojníkem a z otcova majetku zdědil velkostatek Lesencetomaj v Uhrách,, později vlastnil velkostatek Stainach ve Štýrsku. Sestra Bianca (1874–1968) se provdala za hraběte Antonína Magnise (1862–1944). Ten vlastnil rozsáhlé pozemky ve Slezsku, byl také majitelem Strážnice a poslancem říšského sněmu. Mimo jiné byl hlavním iniciátorem uvalení sekvestrace na majetek svého švagra Františka Deyma. Nejmladší sestra Isabela (1877–1968) byla manželkou hraběte Pavla Esterházyho (1861–1932), který také působil v rakousko-uherské diplomacii. 